# 沈祖堯
沈祖堯，SBS，JP（1959年10月22日—），是香港胃腸學家和腸胃肝臟科專科醫生，現任新加坡南洋理工大學李光前醫學院院長暨高級副校長（健康及生命科學），前香港中文大學（中大）校長。

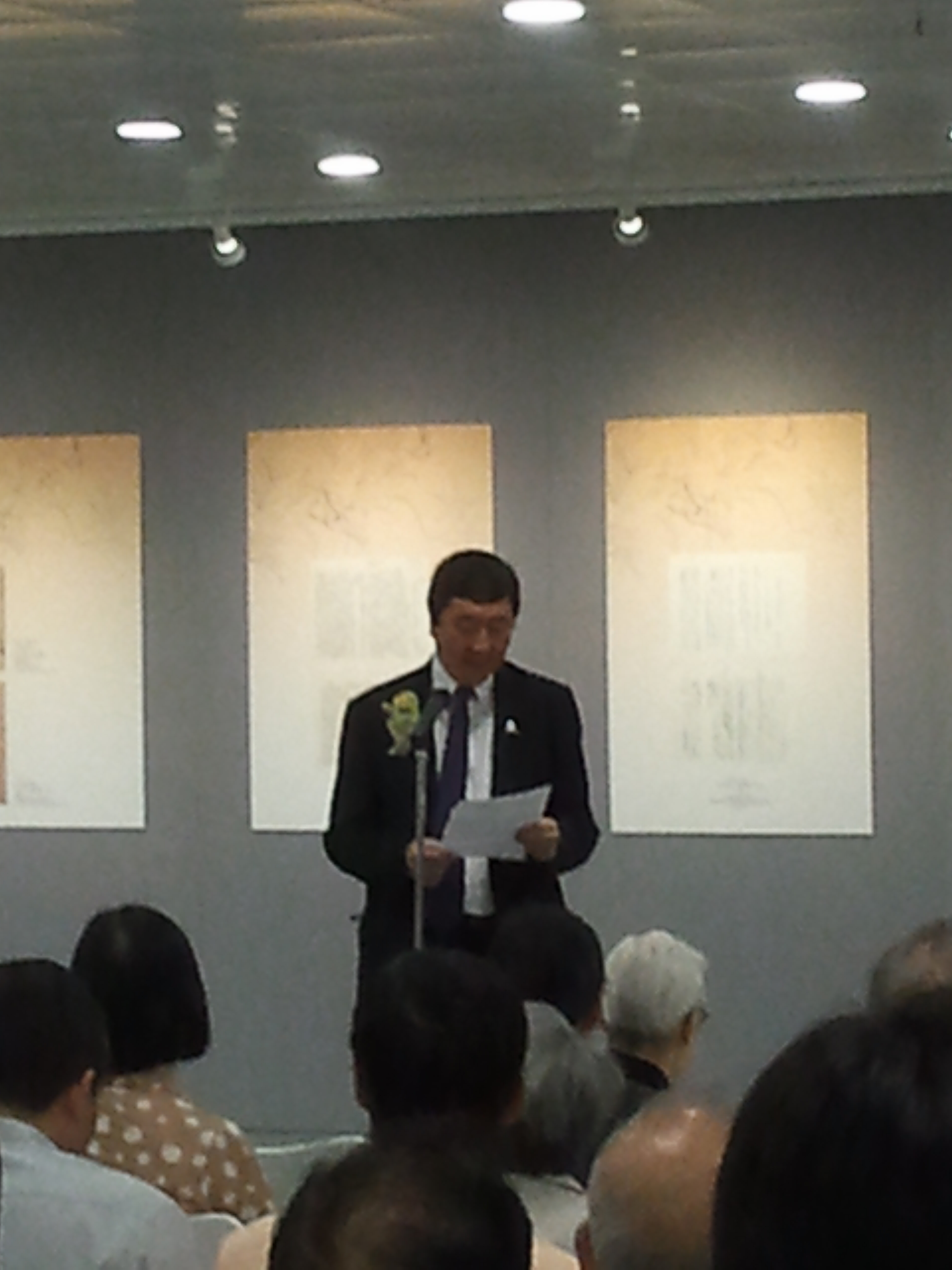
沈祖堯在香港中文大學的大學圖書館

## 早年生活與教育
沈祖堯1959年生於香港，原籍浙江寧波。他父親第二次世界大戰前在上海當視光師，並在戰爭爆發後搬往香港繼續執業。沈祖堯1966年小學二年級考入蘇浙小學（與林天福為同級生），後來就讀中國兒童書院。

## 職業生涯
赴加拿大前，沈祖堯於1984年加入當時成立不久的威爾斯親王醫院。他先後在病理學部、內科部門和腸胃及肝臟科任職。
得博士學位後，沈祖堯於1992年回港，成為香港中文大學內科學系講師，及至1998年被擢升為內科及藥物治療學系講座教授與腸胃及肝科主管（至2006年）。翌年出任同系系主任，又於2005年起擔任中大消化疾病研究所主任。2002至2010年間，他先後出任多個管理職位，包括中大醫學院副院長（臨床）（2002-2004）和副院長（總務）（2004-2009）和逸夫書院院長（2008-2010）。他亦於2007年成為莫慶堯醫學講座教授

### 香港中文大學校長
2009年，沈祖堯被委任為中大第7任校長，並於2010年7月就職。他上任前一個月，即六四事件21週年前夕，時任中大校長劉遵義以「政治中立」為由，拒絕民主女神像永久安放中大校園，招致中大學生會、師生、員工及社會各界反對。沈祖堯當時承認校方經驗不足，以致低估形勢和處理不成熟。他也指1989年在加拿大讀博士學位時，曾為六四事件流淚，甚至考慮過返港參與遊行。2014年，中大校董會一致通過延續沈祖堯的任期至2018年6月30日。
校長生涯初期，沈祖堯帶領中大開始四年教育制度。首屆香港中學文憑考試於2012年舉行，標誌著香港正式由源自英國的三二二三學制轉變為三三四學制，也代表大學新生人數將大增。五所新書院（即晨興書院、善衡書院、敬文書院、伍宜孫書院與和聲書院）在2010至2012年間開始招生，準備迎接大量新生。
2014年，香港中文大學（深圳）成立，沈祖堯為首任理事會主席。此外，沈祖堯亦帶領啟動和籌劃建立香港中文大學醫院，以及構思2016至2020年中大策略計劃。
另一方面，沈祖堯以其對學生運動的回應而著名。2014年10月2日雨傘革命期間，他和時任香港大學校長馬斐森到金鐘探望學生。後來他指當時只為緩和局勢與預防衝突，並沒有政治意味。任期尾聲時，中大發生民主牆衝突。事緣中大民主牆上出現支持香港獨立的標語，被內地學生擅自撕毀。及後中大校方要求學生會移除民主牆上和校園內支持香港獨立的標語，引起衝突和關於學生會自主及言論自由的討論。
2017年，沈祖堯提早離任，回歸醫療界。回顧7年校長生涯，他表示任內最難忘是雨傘革命期間探望學生，強調當時最擔心學生因衝突造成損傷。

### 離任校長後
沈祖堯是2019年呂志和人類福祉獎遴選專責小組成員。
2020年，沈祖堯獲任命為新加坡南洋理工大學李光前醫學院院長暨高級副校長（健康及生命科學），並於2021年4月1日上任。
沈祖堯現時仍是香港中文大學榮休講座教授。

## 研究
2003年嚴重急性呼吸系統綜合症疫情期間，當時是威爾斯親王醫院內科及藥物治療學系部門主管的沈祖堯積極進行抗疫工作。雖然呼吸系統疾病不屬其專長，他仍帶領醫院處理疫情與研究嚴重急性呼吸道症候群冠狀病毒的流行病學和臨床表現。當時，一位嚴重急性呼吸系統綜合症病人在威爾斯親王醫院留醫，使醫院成為疫情爆發中心之一，而他被《時代雜誌》列為當年其中一位「亞洲英雄」。2004年，沈祖堯獲裘槎基金會的裘槎優秀科研者獎，在約翰霍普金斯大學彭博公共衛生學院進行六個月的學術休假研究，並在回到中大後成為何鴻燊防治傳染病研究中心創院主任暨顧問。
胃腸學方面，沈祖堯的研究領域包括腸道出血、幽門螺旋菌感染、消化性潰瘍及消化系統癌症。他的團隊率先發現一星期的抗生素療程能治癒幽門螺旋菌感染、醫治消化性潰瘍和減低消化性潰瘍復發。他也開創了使用內視鏡，取代手術來治療潰瘍出血。他是亞太地區大腸癌工作小組（Asia Pacific Working Group on Colorectal Cancer）主席；該小組於2004年成立，旨在訂下亞太區預防和篩查大腸癌的指引。
沈祖堯已發表超過1700篇科學論文，亦在2018至2020連續三年被科睿唯安列為「被高度引用研究員」。他曾撰寫超過15本書籍。

## 個人生活
沈祖堯的妻子是一位婦產科醫生；兩人同為香港大學內外全科醫學士學生，並在同一所醫院實習，而且同是基督徒。二人於1989年1月1日結婚。
沈祖堯的兩位女兒均唸醫學。大女兒就讀於拔萃女書院，並在2011年獲被香港中文大學醫學院取錄。小女兒則是中大內外全科醫學士（環球醫學領袖培訓專修組別）學生（截至2019年）。2016年大學二年級時，她獲香港青年協會頒授創新科技獎學金，前往加拿大多倫多大學綜合療法中心（Center for Integrative Medicine）留學
。

## 榮譽與獎項
- 愛丁堡皇家內科醫師學會院士（1995）[62]
- 倫敦皇家內科醫師學會院士（1997）[62]
- 「香港」「醫院管理局」傑出員工及團隊獎（1998）[63]
- 美國腸胃科醫學院（英语：American College of Gastroenterology）院士（1999）[62]
- 澳洲皇家內科醫師學會（英语：Fellow of the Royal Australasian College of Physicians）院士（2000）[62]
- 香港內科醫學院麥花臣（AJS MacFadzean）[64]年輕研究員獎（1993）[13]
- 《時代雜誌》「亞洲英雄」（2003）[49]
- 香港中文大學校長模範教學獎（2003）[65]
- 香港銀紫荊星章（2004）[66]
- 格拉斯哥皇家內外科醫學院院士（2005）[62]
- 長江學者獎勵計劃二等獎（2005）[67]
- 長江學者獎勵計劃長江學者成就獎（2005）[68]
- 美国胃肠病协会（英语：American Gastroenterological Association）院士（2006）[62]
- 中华人民共和国科学技术部國家科學技術進步二等獎（2007）[69]
- 預防癌症基金會（英语：Prevent Cancer Foundation）國際領導桂冠獎（2008）[70]
- 何梁何利基金醫學藥學獎（2011）[71][72]
- 中国工程院院士（2011）[73]
- 香港非官守太平紳士（2012）[74]
- 世界胃腸學組織（英语：World Gastroenterology Organisation）大師榮譽（2013）[75]
- 世界華商投資基金會世界傑出華人獎（2013）[76]
- 富布賴特香港傑出學者獎（2014）[77]
- 香港科學院創院院士（2015）[63]
- 中华人民共和国教育部高等學校科學研究優秀成果獎（科學技術）自然科學獎一等獎（2015）[78]

## 部份著作
- 不一樣的天空（2015）[79]
- The principal’s graduation: my heartfelt words（2018）[80]

## 外部連結
- CUHK - Vice Chancellor's Blog，存档于（存檔日期 2017-11-29）

| 學術機關職務  | 學術機關職務                                          | 學術機關職務                                       |
| ------------- | ----------------------------------------------------- | -------------------------------------------------- |
| 前任： 張明仁 | 香港中文大學醫學院副院長（臨床期學科） 2002年－2004年 | 廢除 原因：與中大醫學院副院長 （臨床前期學科）合併 |
| 不明          | 香港中文大學醫學院副院長（常務） 2004年－2009年       | 繼任： 鍾國衡                                      |
| 前任： 程伯中 | 香港中文大學逸夫書院院長 2008年－2010年               | 繼任： 陳志輝                                      |
| 前任： 劉遵義 | 香港中文大學校長 2010年－2017年                       | 繼任： 段崇智                                      |